# والتر بنيامين
فالتر بنيامين أو والتر بنديكس شونفليس بنيامين (15 يوليو 1892-26 سبتمبر 1940)، فيلسوف يهودي ألماني وناقد ثقافي وكاتب مقالات. يعد مفكرًا انتقائيًا، يجمع بين عناصر المثالية الألمانية، والرومانسية، والماركسية الغربية، والتصوف اليهودي، قدم بنيامين مساهمات دائمة ومؤثرة في النظرية الجمالية، والنقد الأدبي، والمادية التاريخية. كان مرتبطًا بمدرسة فرانكفورت، وحافظ أيضًا على صداقات متينة مع مفكرين مثل الكاتب المسرحي برتولت بريشت وعالم القبالة غرشوم شوليم. كان مرتبطًا أيضًا بالمنظرة السياسية والفيلسوفة الألمانية حنة آرنت من خلال زواجها الأول من ابن عم بنيامين، غونتر أندرس.
من أشهر أعمال بنيامين مقالات «مهمة المترجم» (1923)، و«العمل الفني في عصر إعادة إنتاجه تقنيًا» (1936)، و«أطروحات فلسفة التاريخ» (1940). اشتمل عمله الرئيسي كناقد أدبي على مقالات عن بودلير، غوته، كافكا، كراوس، ليسكوف، بروست، فالسر، ونظرية الترجمة. قدم أيضًا ترجمات رئيسية إلى الألمانية في قسم لوحات باريسية من كتاب أزهار الشر لبودلير، وأجزاء من رواية البحث عن الزمن المفقود لبراوست. في عام 1940، في سن 48، انتحر بنيامين في بورتبو على الحدود الفرنسية الإسبانية أثناء محاولته الهروب من غزو الفيرماخت. على الرغم من أن الإشادة الشعبية استعصت عليه خلال حياته، أكسبت العقود التي تلت وفاته لأعماله شهرة بعد وفاته.

## حياته

### النشأة وتعليمه
ولد بنيامين وأشقاؤه الأصغر، جورج (1895–1942) ودورا (1901–1946)، لعائلة تجارية ثرية من اليهود الأشكناز الذين ضمتهم برلين في الإمبراطورية الألمانية (1871–1918). كان بطريرك عائلة والتر بنيامين، إميل بنيامين، مصرفيًا في باريس انتقل من فرنسا إلى ألمانيا، حيث عمل تاجر تحف في برلين؛ تزوج لاحقًا بولين شونفليس. امتلك عددًا من الاستثمارات في برلين، منها حلبات التزلج. كان عم بنيامين المدعو ويليام شتيرن (ولد باسم فيلهلم لويس شتيرن؛ 1871-1938) عالمًا نفسيًا تنمويًا ألمانيًا بارزًا طوّر مفهوم نسبة الذكاء (آي كيو)، وكان ابن عم بنيامين غونثر أندرس (ولد غونثر سيغموند شتيرن، 1902-1992) فيلسوفًا ألمانيًا وناشطًا مناهضًا للأعمال النووية درس على يد إدموند هوسرل ومارتن هايدغر. من ناحية والدته، كان عمه الأكبر عالم الآثار الكلاسيكي غوستاف هيرشفلد. في عام 1902، التحق والتر البالغ من العمر عشر سنوات بمدرسة قيصر فريدريخ في شارلوتنبرغ. أكمل دراسته الثانوية بعد عشر سنوات. كانت صحة والتر ضعيفة، لذا أرسلته العائلة في عام 1905 إلى هيرمان ليتز شول هوبيندا، وهي مدرسة داخلية في ريف تورينغن، لمدة عامين. في عام 1907، بعد أن عاد إلى برلين، استأنف دراسته في مدرسة قيصر فريدريخ.
في عام 1912، في سن العشرين، التحق بجامعة فرايبورغ، ولكن عاد في نهاية الفصل الدراسي الصيفي إلى برلين، ثم قُبل في جامعة برلين لمواصلة دراسة الفلسفة. هناك تعرّف بنيامين لأول مرة على الصهيونية، التي لم تكن جزءًا من نشأته الليبرالية. أعطاه هذا الأمر فرصة ليصوغ أفكاره الخاصة حول معنى اليهودية. أبعد بنيامين نفسه عن الصهيونية السياسية والقومية، وبدلًا من ذلك طور في تفكيره ما أسماه نوعًا من «الصهيونية الثقافية»، وهو اتجاه اعترف باليهودية والقيم اليهودية وعززها. في صياغة بنيامين، كان يهوديته تعني الالتزام بتعزيز الثقافة الأوروبية. وكتب: «قادتني تجربتي في الحياة إلى هذه البصيرة: يمثل اليهود النخبة في صفوف الناشطين روحيًا... لأن اليهودية بالنسبة لي ليست غاية في حد ذاتها، بل الحامل والممثل الأكثر تميزًا للروحانية». تبنى بنيامين هذا الموقف بدرجة كبيرة مدى حياته.
انتُخب بنيامين رئيسًا لفغاي ستيودينتنشافت (جمعية الطلاب الأحرار)، وكتب مقالات يناقش فيها التغيير التربوي والثقافي العام.[استشهاد منقوص البيانات] حين لم يُنتخب مجددًا رئيسًا لجمعية الطلاب، عاد إلى جامعة فرايبورغ للدراسة، وأولى اهتمامًا خاصًا إلى محاضرات هاينريخ ريكرت. سافر في ذلك الوقت إلى فرنسا وإيطاليا.
رفض الجيش محاولته للتطوع للخدمة عند اندلاع الحرب العالمية الأولى في أغسطس 1914. تظاهر بنيامين لاحقًا بالمرض لتجنب التجنيد الإلزامي، ما سمح له بمواصلة دراساته وترجماته لأعمال الشاعر الفرنسي شارل بودلير.
في العام التالي، 1915، انتقل إلى ميونيخ، وواصل دراسته في جامعة ميونيخ، حيث التقى براينر ماريا ريلكه وغرشوم شوليم، وأصبح الأخير صديقًا له. في تلك السنة، كتب بنيامين عن الشاعر الألماني الرومانسي من القرن الثامن عشر فريدرش هولدرلين.
في عام 1917 انتقل بنيامين إلى جامعة برن، التقى فيها بإرنست بلوخ، ودورا صوفي بولاك (قبل الزواج كيلنر)، التي تزوجها. أنجبا طفلًا أسمياه ستيفان رافائيل في عام 1918. في عام 1919 حصل بنيامين على درجة الدكتوراه بمرتبة الشرف بأطروحة مفهوم النقد الفني في الرومانسية الألمانية. في وقت لاحق، أصبح غير قادر على إعالة نفسه وعائلته، وعاد إلى برلين وأقام مع والديه. في عام 1921 نشر مقال كريتيك دير غيفالت (نقد العنف). في ذلك الوقت، تعرّف بنيامين لأول مرة اجتماعيًا على ليو شتراوس، وبقي معجبًا بشتراوس وعمله طوال حياته.

## موت مأساوي
انطلقت الأحداث حين قرر بنيامين مغادرة العاصمة باريس في العاشر من يونيو 1940، قبل أربعة أيام من دخول الجيش الألماني إليها، فانتقل إلى لورد؛ ثم انطلق متوجّهًا إلى مارسيليا، حتى بلغ ميناء بورت-فونديرس في الخامس والعشرين من سبتمبر 1940، وكان هدفه الفرار إلى إسبانيا الفرانكوية.
وصل بعد ذلك إلى إحدى البلديات الصغيرة في منطقة جبال البرانس الشرقية، حيث تعرّف على هانس وليزا فيتكوه، اثنين من الألمان المقاومين للنازية، اللذين قدّما له المساعدة لعبور الحدود بصورة سرية. وكان بنيامين، الذي بلغ الثمانية والأربعين عامًا، يعاني من مضاعفات صحية عدة؛ إذ كان يُداوي آلام ظهره الناجمة عن العرق النسا المزمن، ويكابد مرض قلبي (التهاب العضلة القلبية)، فاستلزم ذلك تناوله للمورفين لتخفيف معاناته.

وانضم إليه في رحلة النفي شخصان آخران، هما هيني غورلاند وابنه خوسيه، فقادتهم ليزا وأخذتهم في رحلة شاقة دامت نحو عشر ساعات، حتى وصلوا إلى ميناء بورتبو؛ وهناك، وفي الخامس والعشرين من سبتمبر 1940، كتب بنيامين رسالته الأخيرة باللغة الفرنسية:
«في حيثية لا مخرج منها، ليس لدي خيار سوى إنهاء كل شيء. في قرية صغيرة في جبال البرانس، حيث لا يعرفني أحد، توشك حياتي على الانتهاء».
وفي مساء اليوم التالي، الموافق 26 من سبتمبر/أيلول 1940، وبعد عبوره للحدود بنجاح، اتخذ بنيامين قرارًا مأساويًا متسرعًا، فانهى حياته بتناول جرعة قاتلة من المورفين.
ووفقًا لتصريحات ليزا فيتكوه، فقد أخبرت السلطات الإسبانية المهاجرين الثلاثة بأنه بموجب توجيه جديد من الحكومة الإسبانية، كان من المقرر إعادة الأشخاص عديمي الجنسية إلى فرنسا، وهو ما لم يحتملُه بنيامين؛ غير أنّ تلك اللائحة لم تُطبّق أبدًا وربما كانت قد أُلغيَت بالفعل حينما قرّر إنهاء حياته.

## روابط خارجية
- والتر بنيامين على موقع IMDb (الإنجليزية)
- والتر بنيامين على موقع الموسوعة البريطانية (الإنجليزية)
- والتر بنيامين على موقع مونزينجر (الألمانية)
- والتر بنيامين على موقع إن إن دي بي (الإنجليزية)
- والتر بنيامين على موقع ديسكوغز (الإنجليزية)
- والتر بنيامين على موقع كينوبويسك (الروسية)